# Małgorzata Manowska
Małgorzata Manowska (* 22. September 1964 in Warschau) ist eine polnische Rechtswissenschaftlerin, Juraprofessorin und seit Mai 2020 Präsidentin des Obersten Polnischen Gerichts (polnisch Sąd Najwyższy Rzeczypospolitej Polskiej).

## Leben

### Akademische Laufbahn
Małgorzata Manowska studierte bis 1992 an der Universität Warschau Rechtswissenschaft. Sie schloss ihr Studium mit einem Magister ab und promovierte ebenfalls an der Universität Warschau 2001 im Zivilprozessrecht. 2010 folgte die Habilitation an der gleichen Hochschule. Sie war zunächst Dozentin an ihrer Alma Mater und ab 2013 an der Łazarski-Universität in Warschau. Seit 2016 war sie zudem Dozentin und Direktorin der Landeshochschule für die Gerichtsbarkeit und Staatsanwaltschaft, wo sie Prüfungen der Staatsexamina für Richter-, Staatsanwalts- und Anwaltsanwärter abnahm. Sie lehrt und publiziert insbesondere im Zivilprozess-, Familien- und Betreuungsrecht sowie im Arbeitsrecht.

### Richterkarriere
1994 bestand Małgorzata Manowska die Richterprüfung in Warschau mit dem bestmöglichen Ergebnis und war ab dann Richterin zunächst am Amtsgericht Warschau-Praga, dann am Landgericht Warschau und ab 2004 am Oberlandesgericht Warschau. 2007 war Manowska zur Zeit der ersten PiS-Regierung für einige Monate Staatssekretärin im polnischen Justizministerium.
2018 wurde sie Richterin am Obersten Gericht, welches inmitten der polnischen Verfassungskrise und von Justizreformen geprägten Zeit durch Małgorzata Gersdorf geleitet wurde.
Am 25. Mai 2020 wurde sie von Präsident Andrzej Duda zur Präsidentin des Obersten Gerichts bestellt. Bei der Aufstellung der Vorschlagsliste durch die Generalversammlung der Richter des Obersten Gerichts hatte sie unter fünf Nominierten, mit 25 Stimmen Abstand zum Erstplatzierten, die zweitmeisten Stimmen erhalten. Dudas Entscheidung, nicht den Erstplatzierten der Vorschlagsliste zu ernennen, wurde kritisiert, ist aber legitim, da laut polnischer Verfassung das Staatsoberhaupt frei unter den fünf Vorgeschlagenen auswählen darf. Andrzej Zoll, der ehemalige Vorsitzende des polnischen Verfassungsgerichtshof, sprach dennoch nach der Ernennung Manowskas dem obersten Gericht dessen Unabhängigkeit von der Regierungspartei PiS ab.

### Privates
Małgorzata Manowska ist verheiratet und hat zwei Kinder.